# Pulgada cúbica
La pulgada cúbica es una unidad de volumen que equivale al volumen de un cubo de una pulgada de lado (exactamente 2,54 centímetros). Pese a que se utiliza en algunos ámbitos de ingeniería (sobre todo en EE. UU., Canadá y Reino Unido), esta unidad no está incluida en el Sistema Internacional de Unidades (SI), y por lo tanto está cayendo en desuso, ya que en la práctica el SI se está imponiendo en casi todos los países. Por tal razón, habitualmente se suele emplear la unidad centímetro cúbico que pertenece al SI y es la más cercana a la pulgada cúbica.

## Abreviaturas
La pulgada cúbica se suele abreviar como in³ (del inglés inch). También existen las siguientes abreviaturas aunque son mucho menos comunes:
- inches³ ,inch³, plg³ (en español), plgs³ (en español)
- inches^3, inch^3, in^3, plg^3 (en español)
- inches/-3, inch/-3, in/-3, plg/-3 (en español)
- c.i., p.c. (en español)
- c.i.d., cid y CID en los motores de combustión, aunque también aquí se usa habitualmente el centímetro cúbico (abreviado cm³).

## Equivalencias
1 pulgada cúbica (asumiendo que se trata de la pulgada del sistema imperial británico, considerada la "pulgada internacional") equivale a:
- 0,0005787037037037 pies cúbicos
- 0,000021433470507545 yardas cúbicas
- 0,000000013285208992279699 acre-pies
- 0,0000000000000039314657292494 millas cúbicas

- exactamente 16,387064 mililitros o centímetros cúbicos
- exactamente 0,016387064 litros o decímetros cúbicos
- exactamente 0,000016387064 kilolitros o metros cúbicos